# Зои Дешанел
Зои Дешанел (енгл. Zooey Claire Deschanel /ˈzoʊ.iː deɪʃəˈnɛl/; рођена 17. јануара 1980. у Лос Анђелесу, Калифорнија, САД) америчка је глумица, музичарка и кантауторка. Ћерка је филмског сниматеља и редитеља Кејлеба Дешанела и глумице Мери Џо Дешанел, а млађа је сестра глумице Емили Дешанел.
Након филмског дебија са комедијом Мамфорд, Дешанелова је пажњу публике привукла улогом у филму Корак до славе Камерона Кроуа. Убрзо након тога постала је позната по свом дедпан стилу комедије и улогама у филмовима Добра девојка, Вилењак (2002), Аутостоперски водич кроз галаксију (2005), Намештаљка (2006), Мост за Терабитију (2007), Увек реци да (2008) и 500 дана лета (2009). Од 2011. игра главну улогу у серији Нова девојка која јој је донела номинације за награде Златни глобус и Еми за најбољу главну женску улогу у хумористичкој серији.
Поред глуме Дешанелова се бави и музиком, често пева у својим филмовима, а 2006. године основала је музички дуо She & Him са М. Вордом.

## Филмографија
| Филмови             |                                                        |               |                    | |
| Година              | Српски назив                                           | Изворни назив | Улога              | Напомене |
| 1999.               | Мамфорд                                                |               | Неса Воткинс       | |
| 2000.               | Корак до славе                                         |               | Анита Милер        | |
| 2001.               | Маничан                                                |               | Трејси             | |
| 2002.               | Добра девојка                                          |               | Шерил              | |
| 2002.               | Напуштање                                              |               | Саманта Харпер     | |
| 2002.               | Велика фрка                                            |               | Џени Херк          | |
| 2002.               | Нова фаца                                              |               | Нора               | |
| 2003.               | Све праве девојке                                      |               | Ноел               | номинација - Награда Спирит за најбољу глумицу у главној улози |
| 2003.               | Вилењак                                                |               | Џови               | |
| 2004.               | Еулогија                                               |               | Кејт Колинс        | |
| 2005.               | Аутостоперски водич кроз галаксију                     |               | Трилијан           | |
| 2005.               | Пролази зима                                           |               | Рис Холден         | |
| 2006.               | Намештаљка                                             |               | Кит                | |
| 2006.               | Живи слободно или умри                                 |               | Шерил              | |
| 2007.               | Добар живот                                            |               | Франсес            | |
| 2007.               |                                                        |               | Кејт               | |
| 2007.               | Мост за Терабитију                                     |               | госпођа Едмундс    | |
| 2007.               | Пахуљице                                               |               | Пуси Кац           | |
| 2007.               | Дивљи Таласи                                           |               | Лани Аликај (глас) | |
| 2007.               | Кукавичко убиство Џесија Џејмс од стране Роберта Форда |               | Дороти Еванс       | |
| 2008.               | Гигант                                                 |               | Хепи Лоли          | |
| 2008.               | Претња                                                 |               | Алма Мур           | |
| 2008.               | Увек реци да                                           |               | Алисон             | |
| 2009.               | 500 дана лета                                          |               | Самер Фин          | номинација - Награда Сателит за најбољу глумицу у главној улози |
| 2011.               | Наш брат идиот                                         |               | Натали             | |
| 2011.               | Ваше височанство                                       |               | Беладона           | |
| Телевизијске серије |                                                        |               |                    | |
| 1998.               | Вероникин ормар                                        |               | Елена              | Епизода |
| 2002.               | Фрејжер                                                |               | Џен                | Епизода |
| 2005.               | Било једном на мадрацу                                 |               | леди Ларкен        | Епизода |
| 2005, 2013.         | Амерички тата                                          |               | различите улоге    | 2 епизоде |
| 2006–07             | Трава                                                  |               | Кет                | 4 епизоде |
| 2007.               | Повратак у Оз                                          |               | Ди-Џи              | главна улога |
| 2008, 2012–13       | Симпсонови                                             |               | Мери Спаклер       | 3 епизоде |
| 2009.               | Боунс                                                  |               | Маргарет Вајтсел   | Епизода |
| 2011–2018           | Нова девојка                                           |               | Џесика Деј         | главна улога, такође продуценткиња номинација - Златни глобус за најбољу глумицу у ТВ мјузиклу или комедији (2012–14) номинација - Награда Еми за најбољу главну глумицу у хумористичкој серији (2012) |
| 2012.               | Уживо суботом увече                                    |               | домаћин            | Епизода |